# Whiplash (letsel)
Een whiplash is een letsel aan de nek en/of rug ten gevolge van een ongeval of andere plotselinge gebeurtenis waarbij het hoofd krachtig voor en achteruit bewogen wordt. De beweging is te vergelijken met de beweging van het uiteinde van een zweep (whip in het Engels).
Sommigen zien whiplash slechts als een samenvatting van een beschrijving van het typisch verloop van een mechanische beweging van de nek. Anderen zien whiplash als het mechanisch gebeuren en de eventueel daarop volgende schade aan de nek en aan het centrale zenuwstelsel. Bij whiplash is er niet enkel een fors heen-en-weerbewegen van de nek maar uiteraard ook van het hoofd. Dierexperimenten hebben aangetoond dat whiplash (zonder dat het hoofd iets raakt of door iets geraakt wordt) hersenschade en hersendisfunctie kan veroorzaken. Deze hersenschade, die ontstaat door inertiaalkracht (acceleratie-, deceleratie) wordt diffuse axonale beschadiging genoemd, maar deze is niet permanent.
Het vaakst loopt men een whiplash op bij kop-staartaanrijdingen met auto's. Hierbij heeft de voorste wagen enkel kans op het letsel omwille van de mechanische beweging van de nek. Er kan hierbij een beschadiging aan zachte weefsels en structuren in de nek optreden, die aanleiding tot klachten geeft. Het grootste deel van de mensen herstelt op korte termijn.
De gevolgen van een whiplash zijn vaak voor de buitenstaander niet te zien en voor een arts dikwijls moeilijk of niet vast te stellen, terwijl de patiënt er kortere, langere tijd of permanent last van kan hebben.

## Symptomen
Lichamelijke symptomen kunnen zijn:
- Nekpijn
- Stijfheid in de nek
- Hoofdpijn
- Moeilijk definieerbare pijnen in rug en soms in ledematen

Andere (aspecifieke) symptomen kunnen zijn:
- ernstige problemen met de concentratie
- vergeetachtigheid
- stemmingswisselingen
- vermoeidheid
- tintelen in de vingers
- oorsuizingen (tinnitus)

## Diagnose
Niet altijd wordt het klachtenpatroon door artsen (h)erkend, vooral als er direct na het ongeval een onderzoek plaatsvindt, waarbij een hersenschudding niet direct wordt gediagnosticeerd. In bepaalde gevallen kan dit gemaskeerd worden door het hoge adrenalineniveau in het lichaam veroorzaakt door het ongeval.
Een CT-scan of conventionele NMR kan meestal geen uitsluitsel geven. Bij gradiënt echo opnamen (GRE-opnamen) kunnen evenwel bij een minderheid van getroffenen wel punctiforme bolvormige letsels vastgesteld worden die op bloedingen wijzen.
Omdat een klinische diagnose vrijwel altijd ontbreekt en aangezien in landen waar veel over whiplash in de media verschenen is de diagnose significant vaker voorkomt, wordt de aandoening vaak onder Modeziektes geclassificeerd: de pijn die mensen voelen is wel echt, maar die heeft een psychische in plaats van een fysieke oorzaak.

## Gradaties
De ernst van het whiplash-letsel wordt ingedeeld in verschillende gradaties.
- Graad 0: De patiënt heeft geen klachten en/of afwijkingen.
- Graad 1: Er is sprake van nekklachten, maar er worden geen objectieve afwijkingen gevonden.
- Graad 2: Er is sprake van nekklachten en er worden objectieve afwijkingen gevonden zoals een afgenomen beweeglijkheid en drukpijn.
- Graad 3: De patiënt heeft nekklachten en neurologische uitvalsverschijnselen.
- Graad 4: Er is sprake van nekklachten gecombineerd met fracturen (breuken) of dislocaties.

## Behandeling
Een `zachte` nekkraag wordt op dit moment niet altijd voorgeschreven. Per persoon wordt, afhankelijk van de klachten, gekeken of het dragen van een nekkraag zinvol is. Beleid is om zo veel mogelijk actief te blijven waarbij de nekkraag een hulpmiddel is. Zie link voor uitgebreide uitleg over gebruik van de nekkraag.
Mogelijke behandelingen zoals fysiotherapie, oefentherapie en gedragstherapie zijn onvoldoende op effectiviteit onderzocht. Herstel kan negatief beïnvloed worden door het letselschadeproces dat meestal erg moeilijk verloopt vanwege de dikwijls moeilijk objectiveerbare klachten bij personen en omdat het syndroom (hoofdzakelijk) psychisch bepaald is.

## Herstel
Herstel van een whiplash kan (zeer) traag verlopen of de klachten kunnen permanent zijn. Bij ongeveer vijftig procent van de mensen gaat het binnen drie maanden vanzelf over. Vijfentachtig à negentig procent is binnen een jaar hersteld. Voor de tien procent die overblijft is de prognose op herstel ongunstig. Deze percentages verschillen per land en zijn mede afhankelijk van wetgeving en de publieke bekendheid van het 'syndroom'.
Houden de klachten langer dan zes maanden aan dan gaat men spreken van 'late whiplash-syndroom'. Dit syndroom kent ook andere benamingen die min of meer overlappend zijn: postcommotioneel syndroom, posttraumatisch syndroom enz. Er is reeds lang discussie over dit ongrijpbare syndroom. De Nederlandse Orthopeden Vereniging en de Nederlandse Neurologen Vereniging erkennen het 'chronisch whiplashsyndroom' niet.